# Canal de la Robine
Het Canal de la Robine is een kanaal in de Zuid-Franse regio Occitanië. 
Het kanaal werd gegraven in de 17e eeuw, kort na de opening van het nabijgelegen Canal du Midi als een zijtak hiervan, opdat ook Narbonne zou kunnen profiteren van deze nieuwe transportweg richting Toulouse en Bordeaux. 
In eerste instantie verbond het kanaal de Aude bij Moussan, om via Narbonne en langsheen de meren van Bages en van Sigean de Middellandse Zee te bereiken bij Port-la-Nouvelle. De enkele resterende kilometers tussen de Aude en het Canal du Midi moesten nog steeds over land overbrugd worden. Zowat een eeuw later werd tussen beide het Canal de Jonction gegraven zodat een directe verbinding over water ontstond. 
Het Canal de la Robine telt zes sluizen om het hoogteverschil van 8,3 meter te overwinnen. De sluis van Moussoulens is ingericht om de stad Narbonne te beschermen in geval van overstroming van de Aude.